# Sardoniscus verhoeffi
Sardoniscus verhoeffi is een pissebed uit de familie Oniscidae. De wetenschappelijke naam van de soort is voor het eerst geldig gepubliceerd in 1978 door Franco Ferrara & Stefano Taiti.